# Instrumento de teclas

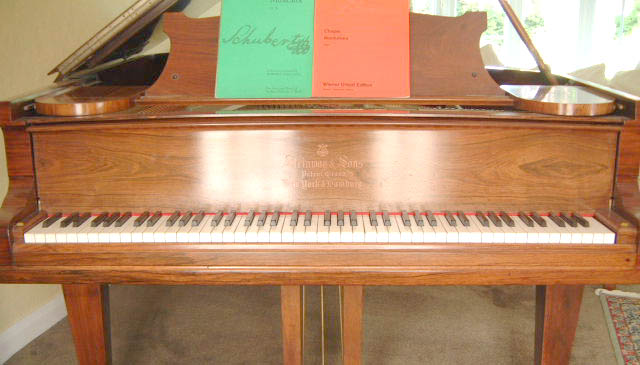
Piano, um exemplo bem conhecido de instrumento de teclas

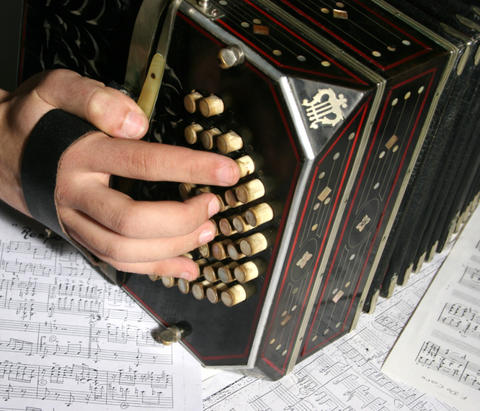
Bandoneón

Um instrumento de teclas é qualquer instrumento musical que é tocado utilizando-se um teclado musical. O mais conhecido destes é o piano, que é utilizado em praticamente todas as formas da música ocidental. Outros instrumentos de teclado amplamente utilizados incluem o órgão, instrumentos mecânicos, eletromecânicos e eletrônicos. Na linguagem popular o termo é usado, na maioria, das vezes para se referir aos modelos de teclados sintetizadores.
' Clavier ' é um termo genérico para qualquer instrumento de teclas. Foi utilizado especialmente no século XVIII e anteriormente, na Alemanha para se referir, indiscriminadamente ao cravo, clavicórdio e órgão de tubos.
Em instrumentos musicais, teclado é o nome dado ao conjunto de alavancas chamadas teclas, dispostas ordenadamente para permitir que o músico aceda a uma escala musical.
Em agrupamentos musicais, o termo “teclados” refere-se ao conjunto de instrumentos de teclas (desde pianos e órgãos até sintetizadores) que integram esse agrupamento musical. Um músico que toca teclados é chamado de teclista (português europeu) ou tecladista (português brasileiro).

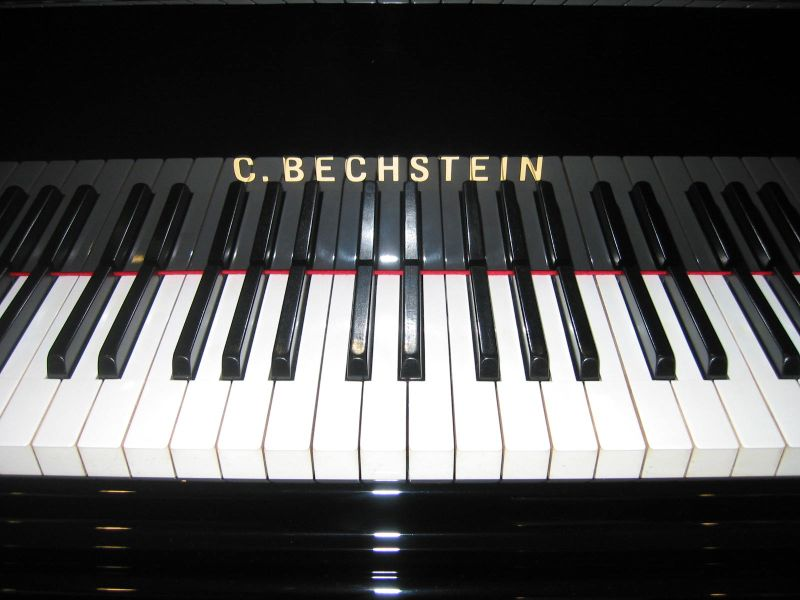
Um teclado de um piano.

Num teclado, cada tecla ativa uma nota diferente. Na maior parte dos casos, as teclas estão ordenadas com as notas mais graves à esquerda, e as notas mais agudas à direita. Conforme o instrumento em causa, as teclas podem estar ligadas a um mecanismo diferente:
- podem ativar um mecanismo com um martelo para percutir cordas (por ex., num piano), ou um mecanismo com uma tangente para percutir cordas (por ex., num clavicórdio);
- podem ativar um mecanismo com um martelo para percutir lâminas metálicas (por ex., numa celesta);
- podem ativar um mecanismo com um plectro para beliscar cordas (por ex., num cravo);
- podem ativar uma válvula para permitir que o ar fornecido por um fole seja conduzido para um tubo (por ex., num órgão);
- podem ativar uma válvula para permitir que o ar fornecido por um fole ponha uma palheta a vibrar (por ex., num acordeão);
- em instrumentos electrónicos podem ativar determinados componentes electrónicos para que estes produzam uma determinada nota (por ex., num sintetizador);
- ainda, em teclados de controle não servem para fazer soar alguma nota, mas apenas para transmitir informação (por ex., via MIDI) para outros instrumentos respeitante à nota a ser tocada;

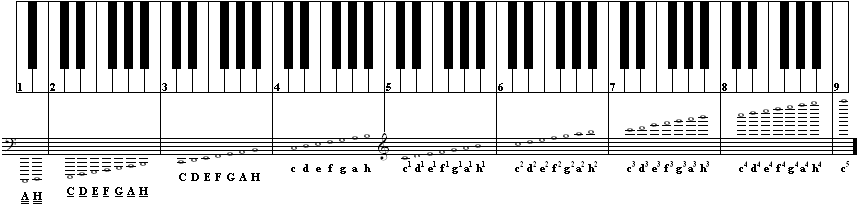
Um teclado de piano completo, com indicação das notas.

O número de teclas varia de instrumento para instrumento, e às vezes até no próprio instrumento varia de modelo para modelo. No entanto há alguns casos de padronização. O teclado das celestas costuma ter 49 teclas, organizadas em 4 oitavas, de Dó a Dó. O teclado dos cravos costuma ter 61 teclas, organizadas em 5 oitavas, de Fá a Fá. O teclado dos pianos modernos tem 88 teclas, organizadas em 7 oitavas, de Lá a Dó. O teclado dos sintetizadores geralmente tem 61 teclas, organizadas em 5 oitavas de Dó a Dó. Existem instrumentos que possuem mais do que um teclado — neste caso chamados de manuais. Alguns cravos possuem dois manuais. Alguns órgãos podem ter até cinco manuais, para além de um teclado especialmente destinado a ser executado com os pés — neste caso chamado de pedaleira.

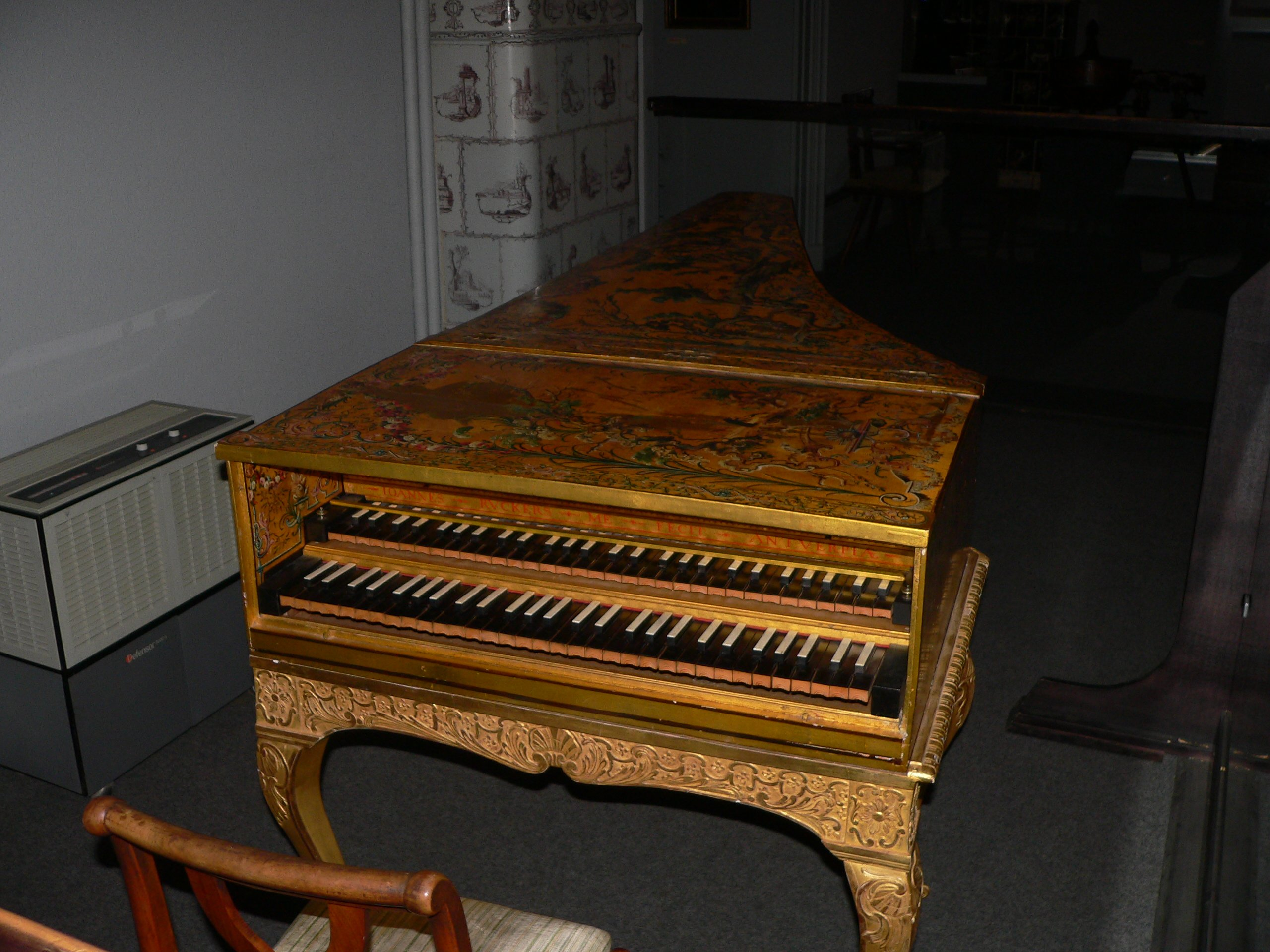
Um cravo com dois manuais, e teclas de cores invertidas.

As teclas geralmente são feitas em duas cores contrastantes. As maiores costumam ser claras, e estão dispostas consoante uma escala diatónica de Dó maior. As menores costumem ser escuras e estão colocadas entre algumas das teclas maiores de modo a perfazer uma escala cromática completa. Mas em alguns instrumentos (como o cravo, por exemplo) as teclas maiores podem ser as mais escuras, enquanto que as teclas menores são as mais claras.
A forma das teclas também varia consoante o instrumento. As teclas de um piano são mais compridas e mais altas, adaptadas a técnicas de execução onde se exige uma maior sensibilidade ao toque (“teclado pesado”), contrariamente às teclas do órgão que estão mais adaptadas a outras técnicas de execução (“teclado ligeiro”). Com o advento de tecnologias de miniaturização, os órgãos electrónicos e os teclados adaptados às crianças fizeram surgir teclados de dimensões mini e micro.
A palavra “teclado” também tem sido usada em casos em que existem botões em vez de teclas (por ex., em alguns acordeões).

## História
Entre os mais antigos instrumentos de teclas estão o órgão, o clavicórdio e o cravo. Desses, o órgão é, sem dúvida o mais antigo, aparecendo no século III a.C., embora este antigo instrumento – chamado hidraulo – não utilize um teclado no sentido moderno. Desde que foi inventado até o século XIV, o órgão permaneceu como o único instrumento de teclas. Algumas vezes, o órgão não possuía teclas, mas botões e alavancas que eram operados com a mão. Quase todo o teclado até o século XV tinha sete notas naturais (sem sustenidos ou bemóis) em cada oitava. 
O clavicórdio e o Cravo apareceram no século XIV, sendo o clavicórdio provavelmente o mais antigo. Durante o seu desenvolvimento, uma tecla Si bemol foi acrescentada para remediar o trítono entre o fá e o si, e outros semitons foram acrescentados. O clavicórdio e o cravo foram muito utilizados até que a adoção generalizada do piano a partir do século XVIII, após o quê, sua popularidade decresceu. O piano revolucionou os instrumentos de tecla porque o pianista poderia variar o volume (ou dinâmica) variando o vigor com que cada tecla é pressionada. O nome completo do piano é "gravicèmbalo con piano e forte" significando "cravo com suave e forte" mas pode ser encurtado para "piano-forte", que significa suave-forte em italiano.
Os instrumentos de tecla sofreram desenvolvimento no século XX. Os instrumentos eletromecânicos como o Ondes Martenot surgiram no início do século.
Os mais antigos instrumentos de teclas totalmente eletrônicos foram os órgãos eletrônicos que usavam um oscilador e divisores de freqüência junto com uma rede de filtros para produzir formas de ondas.
Muito esforço tem sido despendido na busca de um instrumento que soe como o piano mas sem o seu peso e tamanho. O piano elétrico e  o piano eletrônico foram esforços iniciais que não foram bem sucedidos em reproduzir de maneira convincente o timbre do piano. Os órgãos elétricos e eletrônicos foram desenvolvidos no mesmo período.
Os anos 1960 trouxe significativo desenvolvimento dos sintetizadores que tem continuado até nossos dias. Um dos primeiros sintetizadores mais notáveis foi o sintetizador Moog, que utilizava um circuito analógico. Com o tempo, os sintetizadores digitais se tornaram comuns.
Teclados com gravador de fita foram inventados nos anos 1940 e ganharam popularidade em fins dos anos 1960 e nos anos 1970. O exemplo mais conhecido é do Mellotron. Estes instrumentos se tornaram obsoletos com a invenção dos samplers capazes de repetir samples em qualquer altura.
Hoje, os teclados atuais têm facilidades como telas de cristal líquido (LCD), vozes e estilos altamente realísticos e gravações MIDI (mais informações sobre teclados eletrônicos podem ser encontradas no verbete Teclado (instrumento musical)).

## Lista de instrumentos de tecla

### Cordofones
- Clavicórdio
- Cravo
- Clavinet
- Espineta
- Cembalo
- Piano

### Aerofones
- Acordeão
- Concertina
- Harmônio
- Escaleta
- Órgão

### Idiofones
- Carrilhão
- Celesta

### Eletrofones
- Piano digital
- Órgão electrónico
- Mellotron
- Ondas Martenot
- Sintetizador
- Sampler